# اگزاویه الوئر
اگزاویه الوئر (فرانسوی: Xavier Eluère‎; ۸ سپتامبر ۱۸۹۷ – ۵ فوریهٔ ۱۹۶۷) بوکسور اهل فرانسه بود.